# Erna Boeck
Erna Boeck (* 30. Juni 1911 in Charlottenburg als Erna Steinberg; † 21. April 2001 in Berlin) war eine deutsche Sprinterin.
Bei den Olympischen Spielen 1928 in Amsterdam wurde sie Vierte über 100 Meter mit ihrer persönlichen Bestzeit von 12,4 s.
1928 wurde sie Deutsche Meisterin über 100 Meter.
Sie startete für den SC Brandenburg.